# Epiphyllum phyllanthus
 (mars 2025).
Belle de nuit, Berceau de Moïse
Espèce
Classification phylogénétique
Statut de conservation UICN

 LC  : Préoccupation mineure
Statut CITES
Epiphyllum phyllanthus, la Belle de nuit ou le Berceau de Moïse, est une espèce de cactus épiphytes de la famille des Cactaceae.
Il se caractérise par ses tiges aplaties et segmentées qui effectuent la photosynthèse, et ses grandes fleurs blanches ou roses qui s'ouvrent la nuit et dégagent un fort parfum.
Il est originaire des régions tropicales d'Amérique centrale et du Sud, où il pousse sur les arbres ou les rochers. Il est cultivé comme plante ornementale dans les régions chaudes du monde.

## Description

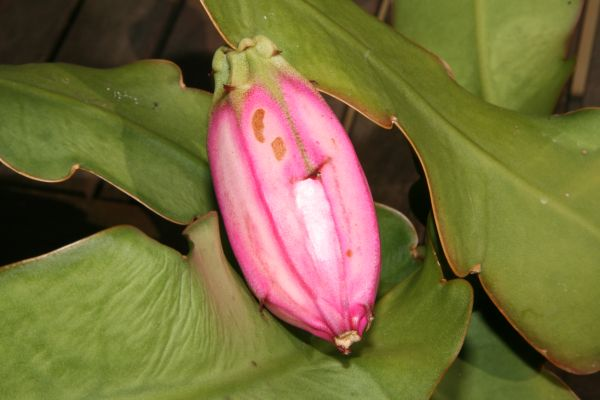
Fruit d’Épiphyllum phyllanthus.

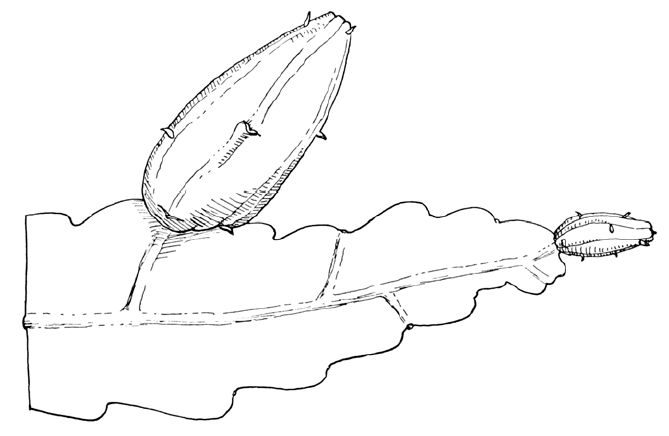
Dessin du développement des fruits.

Epiphyllum phyllanthus est un cactus sans feuilles, dont les tiges sont formées de segments aplatis et dentés, mesurant de 10 à 40 cm de long et de 2 à 6 cm de large. Les tiges sont de couleur vert clair à vert foncé, et portent des aréoles avec quelques épines fines et courtes.
Les fleurs sont solitaires ou groupées à l'extrémité des tiges, et apparaissent entre avril et juin. Elles sont en forme de trompette, mesurant de 10 à 20 cm de long et de 8 à 15 cm de diamètre. Elles sont de couleur blanche ou rose, avec des étamines jaunes et un style blanc. Elles s'ouvrent la nuit et se ferment le matin, et émettent un parfum sucré qui attire les pollinisateurs nocturnes, comme les papillons de nuit notamment les sphinx.
Les fruits sont des baies charnues, de forme ovale, mesurant de 5 à 10 cm de long et de 3 à 5 cm de diamètre. Ils sont de couleur rouge, orange ou jaune, et contiennent de nombreuses graines noires. Les fruits ont la particularité de germer alors qu'ils sont encore sur le pied-mère, c'est un cas de viviparité végétale.

## Répartition et habitat
Epiphyllum phyllanthus est une espèce native des régions tropicales d'Amérique centrale et du Sud, depuis le Mexique jusqu'au Brésil et au Paraguay. Il pousse dans les forêts humides, sur les arbres ou les rochers, à des altitudes comprises entre le niveau de la mer et 2 000 m. Il est souvent associé à l'arbre Platypodium elegans, dont il colonise les cavités du tronc. Il est considéré comme étant une plante envahissante dans certaines îles du Pacifique, comme Hawaï, où il menace la biodiversité locale.

## Culture et utilisation
Epiphyllum phyllanthus est une plante facile à cultiver, qui demande un substrat léger et drainant, une exposition lumineuse mais sans soleil direct, et des arrosages réguliers mais modérés. Il supporte des températures comprises entre 10 et 35 °C, mais craint le gel. Il se multiplie par bouturage des segments de tige, ou par semis des graines. Il fleurit généralement au printemps ou en été, mais peut aussi fleurir à d'autres périodes de l'année selon les conditions de culture.
Il existe de nombreux hybrides et cultivars d’Epiphyllum phyllanthus, appelés cactus orchidée, qui présentent des fleurs de différentes formes et couleurs, allant du blanc au rouge en passant par le jaune, le rose, le violet ou le orange. Ces variétés sont très appréciées des amateurs de cactus et des collectionneurs.
Epiphyllum phyllanthus est également utilisé comme plante médicinale dans la médecine traditionnelle de certains pays d'Amérique latine, notamment pour traiter les maux de tête, les rhumatismes, les plaies ou les infections.

## Liste des sous-espèces et variétés
Selon GBIF (2 mars 2025) :
- Epiphyllum phyllanthus subsp. phyllanthus (L.) Haw.
- Epiphyllum phyllanthus subsp. rubrocoronatum (Kimnach) Ralf Bauer
- Epiphyllum phyllanthus var. plattsii Proctor

## Systématique
Le nom correct complet (avec auteur) de ce taxon est Epiphyllum phyllanthus (L.) Haw..
L'espèce a été initialement classée dans le genre Cactus sous le basionyme Cactus phyllanthus L..
Ce taxon porte en français les noms vernaculaires ou normalisés suivants : Belle de nuit,, Berceau de Moïse.
Epiphyllum phyllanthus a pour synonymes :
- Cactus phyllanthus Vell.
- Phyllocactus phyllanthus (L.) Salm-Dyck